# Young Love
Young Love ist eine 2005 in New York City gegründete Rockband. Sänger der Gruppe ist Dan Keyes. Das Debüt-Album Too Young To Fight It wurde am 30. Januar 2007 in den USA veröffentlicht.
Dan Keyes war zuvor Frontmann der texanischen Post-Hardcore-Band Recover. Nachdem er mit dieser vierköpfigen Band drei Alben aufgenommen hatte, wollte Keyes einen musikalischen Neuanfang wagen. Ende 2005 unterschrieb er einen Vertrag für Island Records und zog mit seiner Band von Los Angeles nach New York, wo sie sich fortan Young Love nannte und zunächst als Vorband für Head Automatica auftrat.
Im September 2005 kam ihre Single Discotech heraus, die es in den U.S.Club-Charts auf Rang 2 schaffte und die auch zum FIFA-07-Soundtrack gehörte. Billboard zählte Young Love Anfang 2007 zu den besten Hoffnungsträgern („Best Bets“) für 2007. Die im selben Jahr veröffentlichte Single Find a New Way diente als Titelsong für die neu angelaufene, von Jennifer Lopez produzierte Reality Show DanceLife. Das Album Too Young to Fight It enthielt dann insgesamt 11 Songs, darunter Discotech und erreichte in den USA die Top 5 der Heatseeker- und Electronic-Charts und Platz 168 in den offiziellen Charts.
Im Sommer 2007 tourte Young Love als Vorband für Erasure in Seattle, Minneapolis, Milwaukee, Cleveland und Brooklyn. Zur Band gehören neben Keyes Bob Mann, Terry, Ross und Erik.
Der Song Close your eyes läuft am Ende der 4. Episode, in der 8. Staffel von Scrubs – Die Anfänger.